# Darmstädter Landstraße
Die Darmstädter Landstraße ist eine in beide Richtungen mehrspurig ausgebaute, südliche Ein- und Ausfallstraße in Frankfurt am Main. Namensgeberin ist die knapp 30 Kilometer südlich von Frankfurt gelegene Stadt Darmstadt. Die rund 4,7 Kilometer lange, überwiegend schnurgerade Straße ist ein Abschnitt der Bundesstraße 3. Sie durchquert in nord-südlicher Richtung einen Teil des südmainischen Stadtteils Frankfurt-Sachsenhausen sowie den Frankfurter Stadtwald und geht an der Stadtgrenze zu Neu-Isenburg in die dortige Frankfurter Straße über.

## Verlauf von Norden nach Süden

### Alt-Sachsenhausen bis Sachsenhäuser Berg
Im Norden beginnt die Darmstädter Landstraße in Alt-Sachsenhausen am Affentorplatz. Das Affentor war vom 14. bis ins 19. Jahrhundert das südliche Tor der Frankfurter Stadtbefestigung. Etwa 100 Meter weiter südlich überquert die Straße die Trasse der Südmainischen S-Bahn und unterquert die Trasse der Bahnstrecke Hanau–Frankfurt. Der Stationsname Lokalbahnhof erinnert an den von 1843 bis 1846 errichteten und 1955 abgerissenen Endpunkt der ehemaligen Frankfurt-Offenbacher Lokalbahn.
Wenige Meter danach, am Wendelsplatz, folgt eine Straßenkreuzung mit Mörfelder Landstraße und Kranichsteiner Straße (beide im Westen) sowie Offenbacher Landstraße im Osten.
Dort stand einst eine kleine, dem Heiligen Wendelin – Schutzpatron der Hirten und Landleute – geweihte Kapelle, umgeben von Weinbergen. Nach der Chronik des Baldemar von Petterweil wurde die Kapelle 1369 errichtet. Bis zur Einführung der Reformation in Frankfurt war sie ein vielbesuchter Wallfahrtsort. Johann Balthasar Ritter erwähnte in seiner 1726 erschienenen Kirchengeschichte die jährlichen Bittprozessionen sowie ein achttägiges Passionsspiel, das dort 1498 abgehalten wurde. 

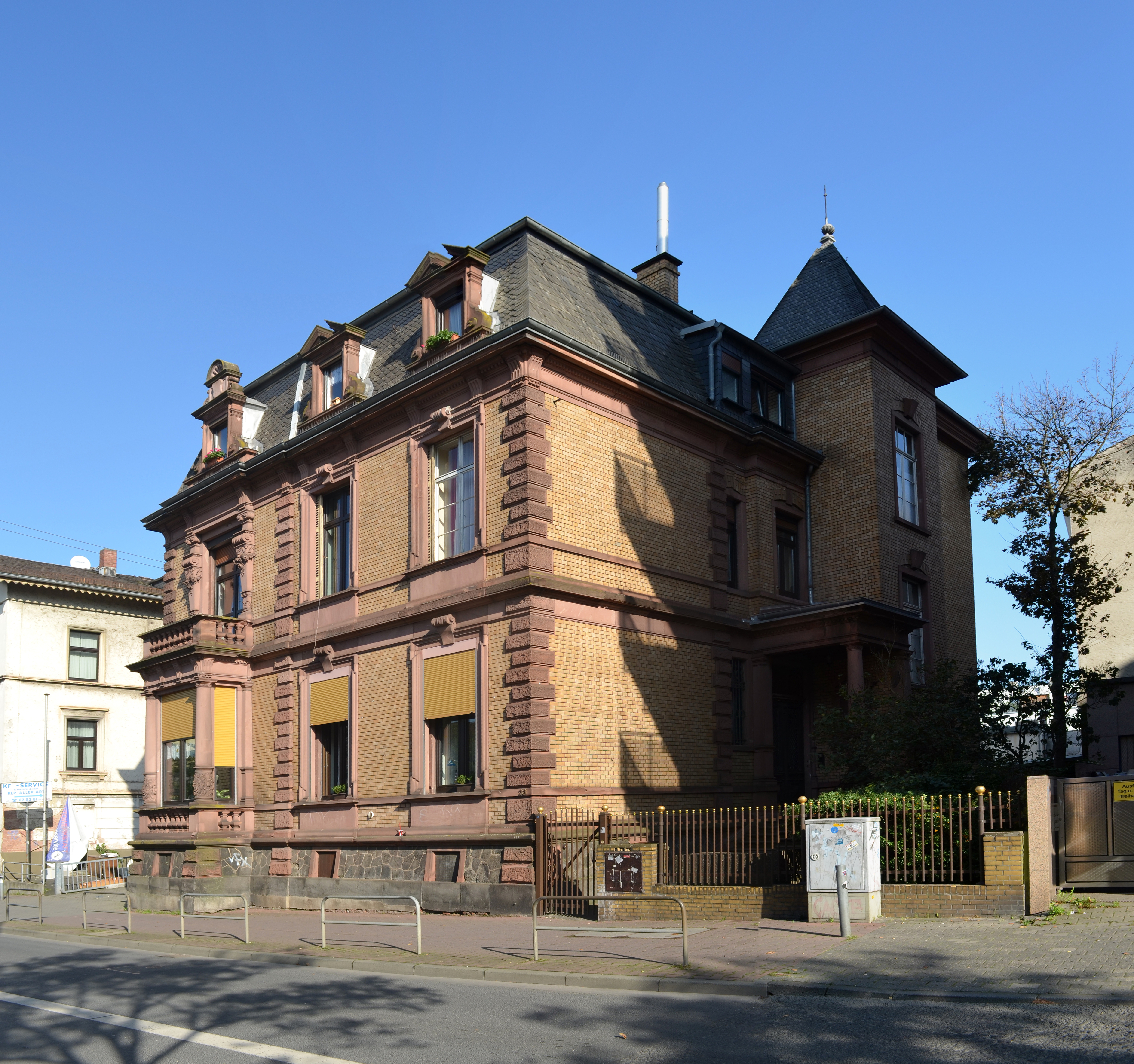
Villa, Darmstädter Landstr. 33

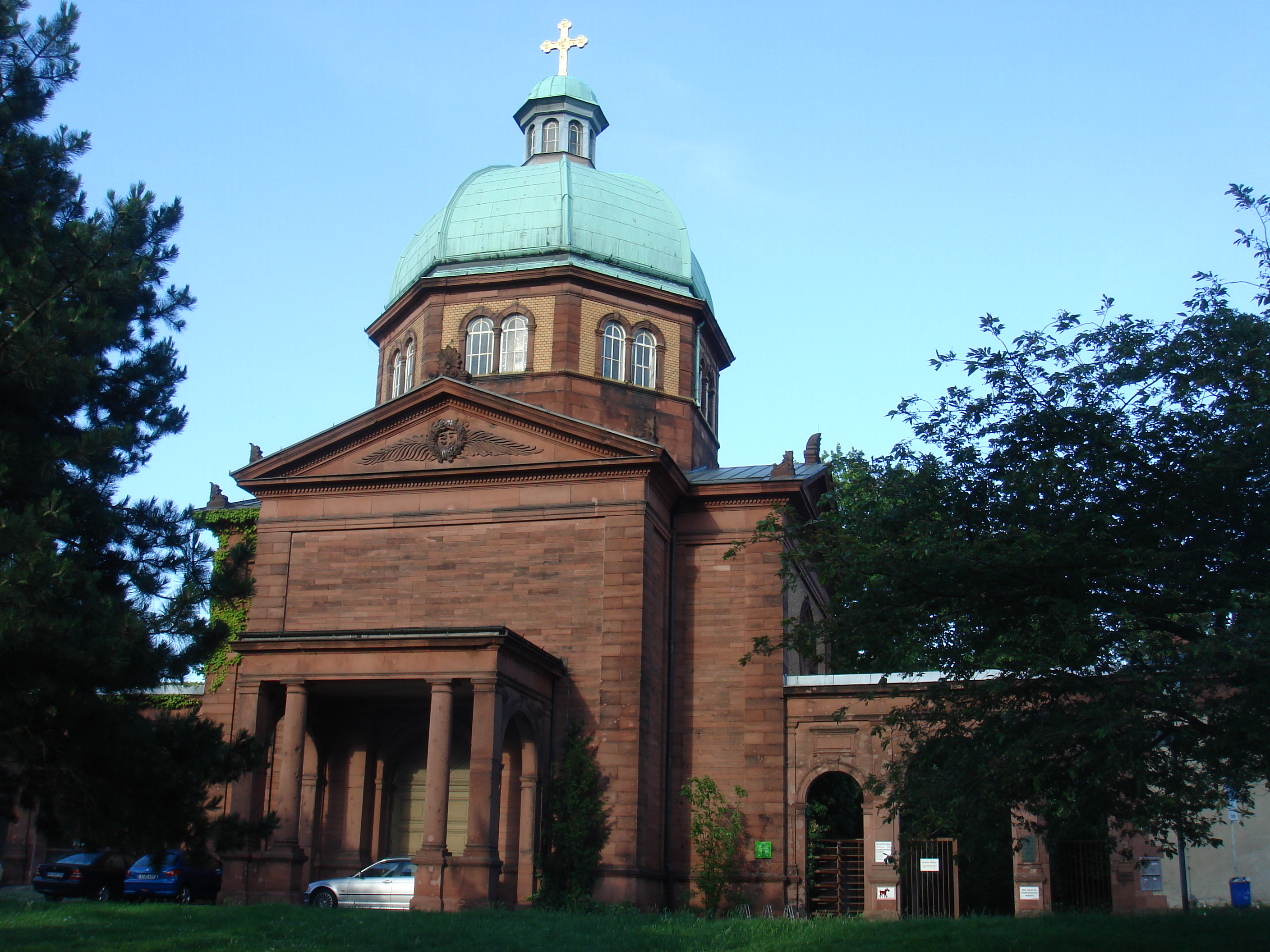
Eingangsgebäude des Frankfurter Südfriedhofs an der Darmstädter Landstraße

### Am Sachsenhäuser Berg
Südlich des Wendelsplatzes begann bis ins 19. Jahrhundert der Frankfurter Stadtwald. Dort zweigten drei Wege ab, die nach Süden durch den Wald führten: Der Wendelsweg in Richtung Südosten zum Seehof, der Hainer Weg nach Süden, der durch den Wildbann Dreieich zur Burg Hayn führte, und der Breite Weg. Der letztere war Teil der Chaussee von Frankfurt nach Darmstadt, von der er im 19. Jahrhundert den Namen Darmstädter Landstraße übernahm. Vom Wendelsplatz an steigt die Darmstädter Landstraße gleichmäßig den Nordhang der Anhöhe Sachsenhäuser Berg hinauf durch Wohngebiete. Ein Teil der Gebäude stammt aus der Gründerzeit, beispielsweise das denkmalgeschützte Wohnhaus Darmstädter Landstraße 33. 
Am Sachsenhäuser Berg siedelten sich Ende des 19. Jahrhunderts die Frankfurter Großbrauereien an. Der Nordhang dieser Anhöhe, zu jener Zeit der einzige auf Frankfurter Stadtgebiet, eignete sich besonders für die Anlage von Eiskellern zur kühlen Lagerung des Bieres. An der Darmstädter Landstraße liegt die Binding-Brauerei, heute Unternehmenssitz der Radeberger Gruppe. Unmittelbar östlich davon, am Hainer Weg, befand sich bis 1999 die Henninger-Brauerei mit dem Henninger-Turm. Das ehemalige Brauereigelände wird seit 2017 als Henninger-Areal zu einem Wohngebiet umgestaltet. Zwischen den Jahren 2001 bis 2008 war die Darmstädter Landstraße Teil der Zielrunden des Radrennens Rund um den Henninger-Turm, die zwischen den Jahren 1962 bis 2000 am Hainer Weg entlang führten.
Gegenüber der Binding-Brauerei liegen die Deutschlandzentralen der Werbeagentur Ogilvy & Mather sowie der Mediaagentur Mindshare.
Weiter südlich steht an der Westseite der Straße das 100 Meter hohe Leonardo Royal Hotel. Das von 1969 bis 1972 errichtete Hochhaus ist mit seinen 28 Geschossen das zweithöchste Gebäude in Sachsenhausen. Südlich davon liegt der bis zu 64 Meter hohe terrassenartige Appartementkomplex Sonnenring. Die acht von 1974 bis 1977 errichteten, bogenförmig verbundenen Blöcke mit zusammen 300 luxuriösen Wohneinheiten waren wegen ihrer Betonarchitektur umstritten, gehören aber mittlerweile zu den begehrtesten Wohnimmobilien der Stadt.
Die höchste Stelle des Sachsenhäuser Bergs liegt auf Höhe des Frankfurter Südfriedhofs und der an dessen Südrand stehenden Sachsenhäuser Warte. Der Wartturm der mittelalterlichen Frankfurter Landwehr wird von der Darmstädter Landstraße westlich passiert. Schräg gegenüber der Warte liegt am westlichen Straßenrand der Boehlepark. An dieser Stelle zweigt die Babenhäuser Landstraße von der Darmstädter Landstraße nach Südosten in Richtung Offenbach-Lauterborn ab.

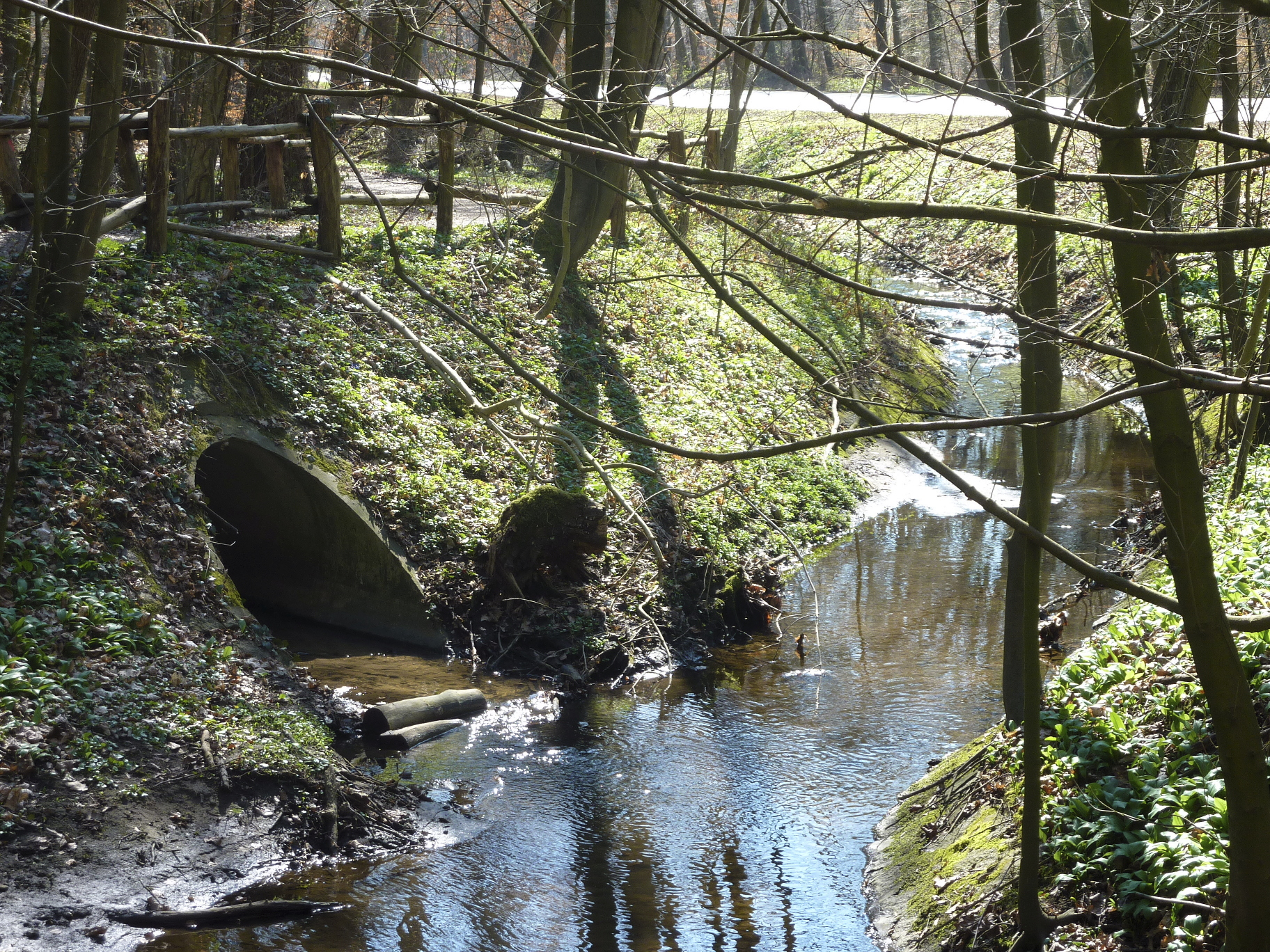
Der Bach vom Mörderbrunnen (Dole links im Bild; Blick nach Südwesten) mündet im Frankfurter Stadtwald von Osten in den Königsbach. Am oberen Bildrand die Darmstädter Landstraße

### Durch den Stadtwald nach Neu-Isenburg
In ihrem weiteren Verlauf verlässt die Darmstädter Landstraße das bebaute Gebiet der Sachsenhäuser Gemarkung nach Süden und führt nach etwa 500 Metern bis zu ihrem südlichen Ende durch den Frankfurter Stadtwald und das FFH-Gebiet Frankfurter Oberwald. Im Stadtwald wird die Straße an ihrem östlichen Rand von der Fahrrad-Stadtroute 6 begleitet. Nach rund 900 Metern überquert im Wald eine Holzbrücke für Fußgänger und Radfahrer die vielbefahrene Bundesstraße. Die Brücke leitet die Rundwanderwege des Frankfurter Grüngürtels auf der Oberschweinstiegschneise über die Straße, in ihrer Nachbarschaft liegt an beiden Straßenseiten je ein öffentlicher Parkplatz für Ausflügler. Weitere 900 m weiter südlich überquert die Bundesstraße den Königsbach, der dort von Süden kommend nach Westen zum 300 m entfernten Jacobiweiher abbiegt.

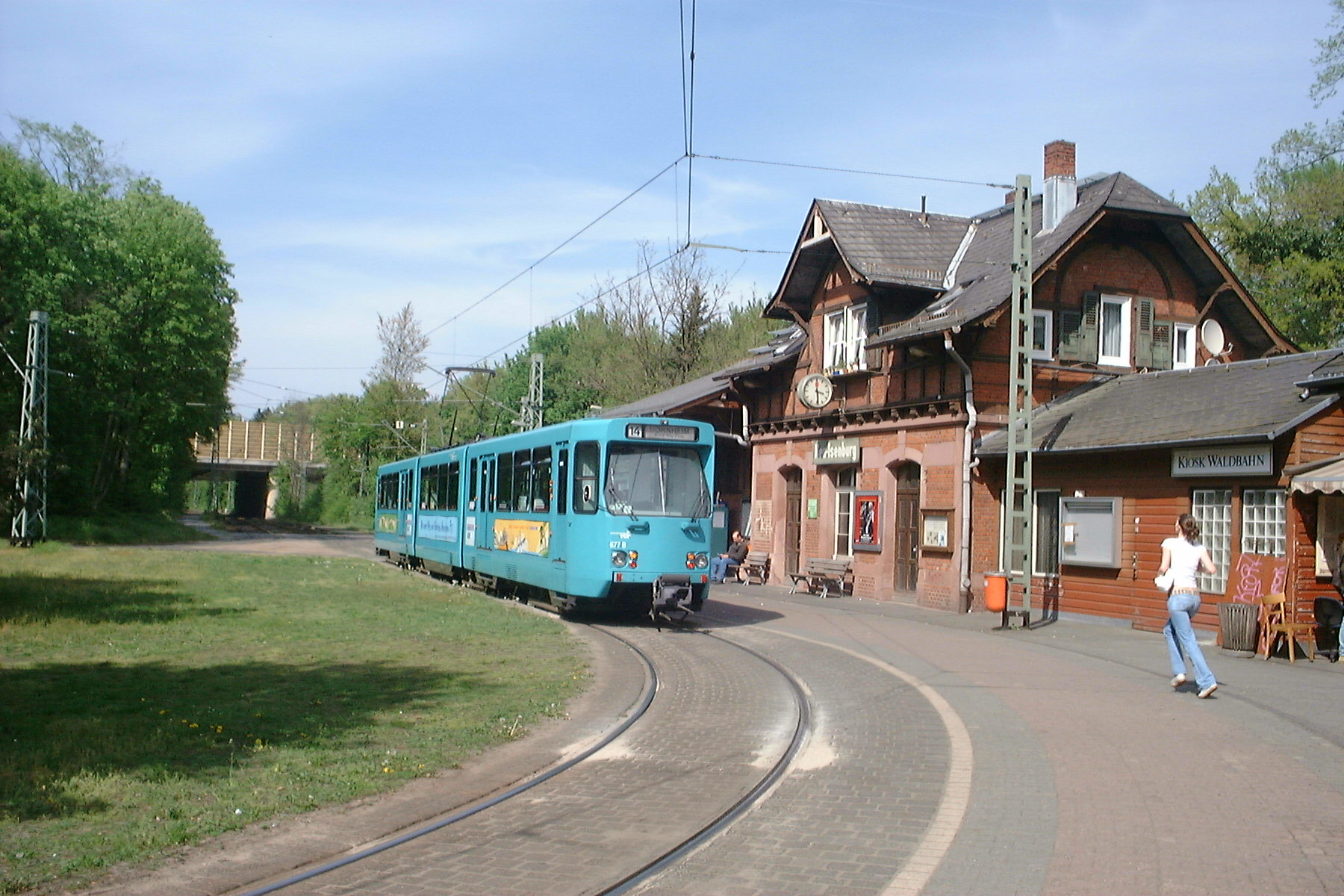
Stationsgebäude der Haltestelle Neu-Isenburg-Stadtgrenze mit Straßenbahn der VgF (2004). Blick nach Nordosten

Etwa 400 Meter vor der Frankfurter Stadtgrenze zu Neu-Isenburg wird die Trasse der Bundesautobahn 3 über die Darmstädter Landstraße geführt. Unmittelbar südlich der Autobahnbrücke schließt das Gelände der Haltestelle Neu-Isenburg Stadtgrenze der Straßenbahn Frankfurt am Main an, Endhaltestelle der Linie 17 der Frankfurter Verkehrsgesellschaft VgF. Das historische Bahnhofsgebäude und die Wagenhalle stammen aus der Zeit der 1889 eröffneten, dampfbetriebenen Frankfurter Waldbahn.

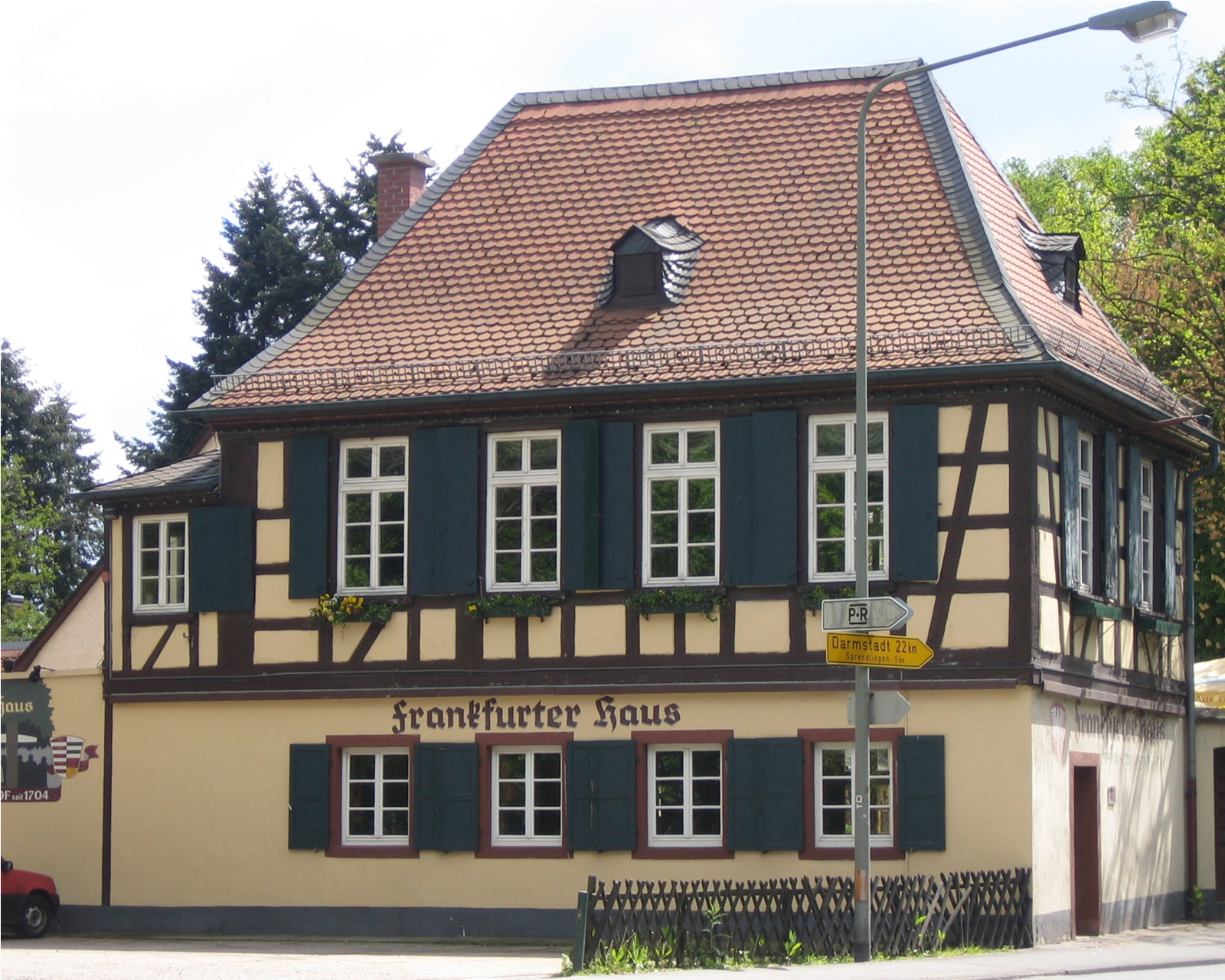
Das Frankfurter Haus am südlichen Ende der Darmstädter Landstraße. Davor ein Wegweiser der B 3, „Darmstadt 22 km“

Am Südrand der Haltestelle mündet die von Nordwesten kommende Isenburger Schneise in die Bundesstraße ein. Das am östlichen Straßenrand gelegene Frankfurter Haus, ein zweistöckiges Fachwerkhaus aus dem frühen 18. Jahrhundert mit gemauertem Sockelgeschoss und Walmdach, ist ein ehemaliges Forsthaus mit angeschlossener Schankwirtschaft. Diese Präsenz sollte unter anderem Neu-Isenburger Viehhirten davor warnen, ihre Herden zur Mast in den Frankfurter Stadtwald zu treiben und Holzdiebe abschrecken. Im Jahr 1777 wurden Forst- und Schankbetrieb voneinander getrennt; der Gastronomiebetrieb besteht bis in die Gegenwart.
Am Frankfurter Haus und damit an der südlichen Frankfurter Stadtgrenze endet die Darmstädter Landstraße mit der Hausnummer 741. Die Bundesstraße 3 wird im weiteren Verlauf als Frankfurter Straße durch Neu-Isenburg in Richtung Dreieich geführt.